# Thomas Young (fysiker)

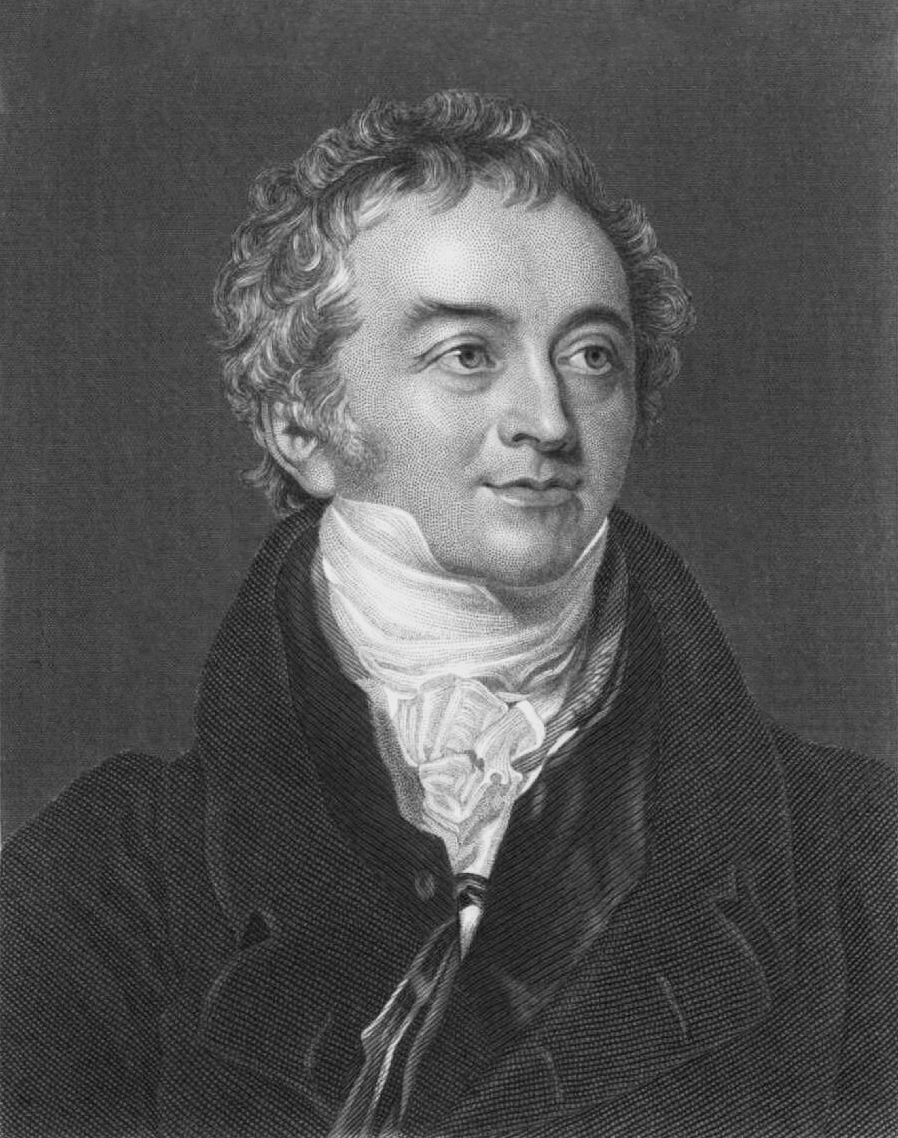
Thomas Young

Thomas Young, född 13 juni 1773 i Milverton, Somerset, död 10 maj 1829 i London, var en brittisk fysiker, läkare och hieroglyftydare.

## Fysik

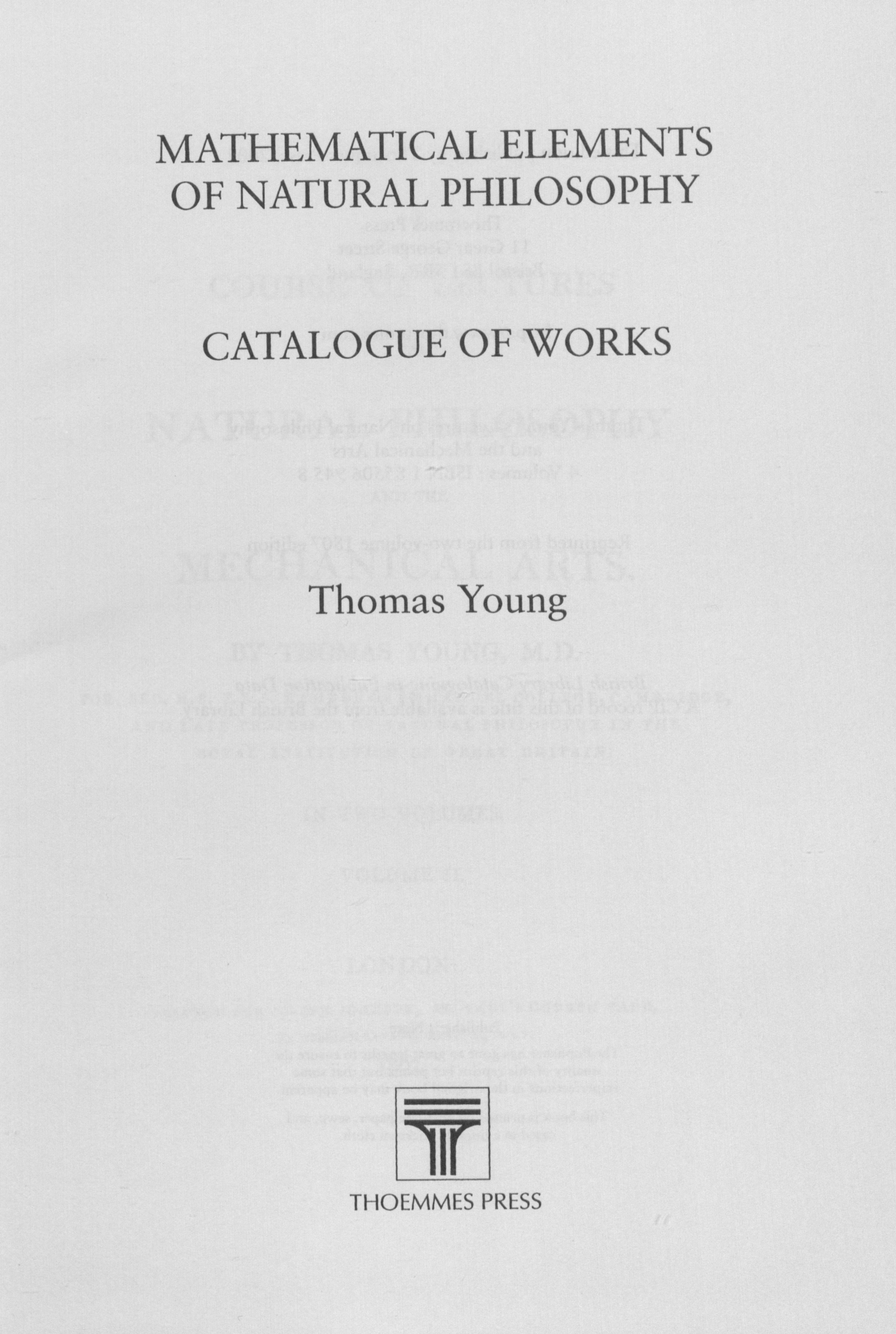
Mathematical elements of natural philosophy, 2002.

Young gav 1801 ett litet bevis för ljusets vågnatur genom att konstruera en dubbelspalt och undersöka interferensen som uppstod. Han bestämde ungefärliga våglängder för ljusets synliga spektrum genom att använda diffraktion. 1817 föreslog han att ljusvågor var transversella (störning vinkelrätt mot vågens utbredning), och kunde på så sätt beskriva ljusets polarisation.

## Läkare
Young var från början läkare och hade en läkarpraktik i London. Han var främst intresserad av medicinsk optik och det var så han även började studera fysik.
Han påvisade att ögats ackomodation sker genom ändring av linsens krökningsradier. Han ställde upp en trekomponentteori för färgseendet, som utvecklades vidare av Helmholtz, som kallas Young-Helmholtz teori.

## Hieroglyftydare
Young studerade också språk och gjorde viktiga bidrag till tydningen av Egyptens hieroglyfer.

## Karriär
Young utsågs 1801 till professor i naturfilosofi vid Royal Institution, men avsade sig professuren 1803 då han inte ansåg att professorssysslorna gick att kombinera med hans läkarpraktik.[källa behövs] Han blev ledamot (fellow) av Royal Society 1794, och utsågs 1802 till detta sällskaps utlandssekreterare (foreign secretary). 1828 invaldes han som utländsk ledamot av Kungliga Vetenskapsakademien. Young tilldelades Bakerian Medal 1800, 1801 och 1803.